# Lussan, Gard
Lussan är en kommun i departementet Gard i regionen Occitanien i södra Frankrike. Kommunen ligger i kantonen Lussan som tillhör arrondissementet Nîmes. År 2022 hade Lussan 531 invånare.

## Befolkningsutveckling
Antalet invånare i kommunen Lussan
Referens:INSEE